# Gyllene sporrens orden
Gyllene sporrens eller S:t Sylvesters orden instiftades 1559 av Pius IV. Den uppdelades 1905 av Pius X i två olika ordnar, den ena benämnd Sankt Sylvesters orden och den andra Gyllene sporrens orden.